# Norman Macleod Ferrers
Pour les articles homonymes, voir Norman McLeod, McLeod et Ferrers.
Norman Macleod Ferrers (11 août 1829 – 31 janvier 1903) est un  mathématicien britannique et un administrateur d'université.

## Biographie
Issu d'une famille aisée, Ferrers est élève au collège  d'Eton de 1844 à 1846, puis il passe une année dans la maison du mathématicien Harvey Goodwin, vicaire de St Edward (en) à Cambridge, qui lui donne des cours particuliers, avant d'entreprendre en 1847 des études de mathématiques à l'université de Cambridge, au Gonville and Caius College. Il a été  Senior Wrangler en 1851. Il est engagé dans le corps enseignant du collège (Fellowship) en 1852. Ferrers va à Londres et étudie le droit ; il est admis au barreau en 1855. Toutefois, il n'exerce pas et retourne à Cambridge où il entreprend des études religieuses et est ordonné prêtre en 1860. En 1880, il est nommé directeur (Master) du collège, et il le reste jusqu'en 1903. Il est vice-chancelier de l'université de Cambridge de 1884 à 1885. Il est membre du conseil du sénat de Cambridge de 1865 à 1866, puis révoqué pour ses idées libérales sur l'admission des étudiants, puis réélu en 1872 et en est membre jusqu'en 1892.

## Diagramme de Ferrers
Il est connu pour avoir découvert la conjugaison dans les diagrammes de partitions d'un entier ; ces diagrammes sont appelés diagrammes de Ferrers, ils sont étroitement liés aux tableaux de Young. L'histoire de la découverte est décrite dans une biographie de Ferrers, en citant un article de Kimberling :
Le problème à l'origine des diagrammes a été posé par un de ses professeurs, John Couch Adams, dans un sujet d'examen en 1847. L'énoncé est : Démontrer que le nombre de partitions d'un entier en {\displaystyle n} parties est égal au nombre de partitions de cet entier dont la plus grande partie est {\displaystyle n}.
La contribution de Ferrers a été de constater qu'un diagramme permet de facilement prouver ce résultat. Prenons par exemple la partition 15 = 6 + 4 + 3 + 2 composée de 4 parties. On la représente par le schéma suivant :
```
   * * * * * *
   * * * *
   * * *
   * *
```

Le nombre de points de chaque ligne est égal à l'élément dans la partition. Si on transpose le diagramme autour de l'origine, on obtient :
```
   * * * *
   * * * *
   * * *
   * *
   *
   *
```

qui correspond à la partition 15 = 4 + 4 + 3 + 2 + 1 + 1 dont la plus grande partie est 4.
En 1853, le mathématicien James Joseph Sylvester publie un article dans lequel il écrit : « La démonstration de Mr N. M. Ferrers est si simple et instructive […] que tout logicien sera enchanté de la rencontrer ici ou ailleurs. » C'est donc à Sylvester que Ferrers doit sa renommée concernant ce problème.

### Ouvrages
- Norman M. Ferrers, An elementary treatise on trilinear coordinates, Londres, MacMillan, 1890, 4e éd. (1re éd. 1861) (lire en ligne)
- Norman M. Ferrers, An elementary treatise on spherical harmonics and subjects connected with them, Londres, MacMillan, 1877 (lire en ligne)
- Norman M. Ferrers (éditeur), Mathematical papers of the late George Green, 1871. Imprimé en France par A. Hermann, Paris 1903.